# Londres la nuit
Pour plus de détails, voir Fiche technique et Distribution.
Londres la nuit (London by Night) est un film américain réalisé par Wilhelm Thiele et sorti en 1937.

## Synopsis
Alors que l'Irlandais Michael Denis, journaliste spécialisé dans la criminalité pour un journal londonien, s'arrête dans son pub préféré avant de partir en vacances, la barmaid Bessie Beavers et son petit ami, Bill Hawkins, lui signalent le meurtre de l'employeur de Bill, M. Casey. Bien qu'aucun corps ne soit retrouvé, peu de temps après, un agent de police est abattu alors qu'il enquêtait sur un homme portant un parapluie. L'homme s'échappe, mais la casquette et le manteau de Casey sont retrouvés à proximité. Alors que Denis quitte le pub, son chien Jones le conduit dans une maison dans laquelle un homme avec un parapluie brise une fenêtre.

## Fiche technique
- Titre français : Londres la nuit[1]
- Titre original : London by Night
- Réalisation : Wilhelm Thiele
- Scénario : George Oppenheimer d'après la pièce The Umbrella de William Matthew Scott
- Producteur : Sam Zimbalist
- Photographie : Leonard Smith
- Montage : George Boemler
- Musique : William Axt
- Genre : Mystère[2]
- Production : Metro-Goldwyn-Mayer
- Durée : 69 minutes
- Date de sortie : 
  - États-Unis : 30 juillet 1937
  - France : 22 février 1939[1]

## Distribution
- George Murphy :Michael Denis
- Rita Johnson : Patricia Herrick
- Virginia Field :	Bessie
- Leo G. Carroll : Correy

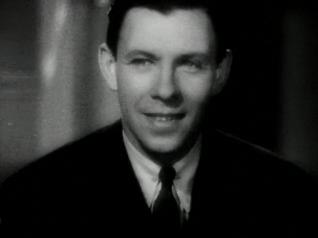
George Murphy dans le film.

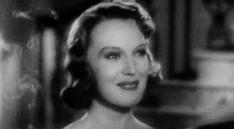
Rita Johnson dans le film.

- George Zucco : 	Inspecteur Jefferson
- Montagu Love : Sir Arthur Herrick
- Eddie Quillan : 	Bill
- Leonard Mudie : 	Squires
- J.M. Kerrigan : Tims
- Neil Fitzgerald : 	Inspecteur Sleet
- Harry Stubbs : 	Postman
- Ivan F. Simpson : Burroughs
- Frank Baker :	Walker
- Leyland Hodgson : Maddow
- Robert Adair : Bobby
- Harry Allen : Glazer
- Colin Kenny : Scotland Yard Detective
- William Bailey : Scotland Yard Detective